# Città della pianura
Città della pianura (titolo orig. Cities of the Plain) è un romanzo dello scrittore americano Cormac McCarthy, pubblicato nel 1998. Terzo e finale capitolo della Trilogia della frontiera, il titolo è un riferimento a Sodoma e Gomorra, dal libro della Genesi, 19:29. 
La storia ha per protagonisti i due cowboy John Grady e Billy Parham: oltre a narrare la conclusione della storia dei due protagonisti, rende compiute le riflessioni sull'esistenza, sul destino, sulla vita e la morte che percorrono tutta la trilogia e ne fornisce un epilogo che racchiude in sé l'essenza dei tre romanzi.

## Trama
Ambientato nell'autunno dell'anno 1952, il libro si apre con John Grady e Billy Parham al lavoro presso un allevatore del Nuovo Messico. La vita scorre con varie vicende: i cavalli, i cani selvaggi, il bestiame. Sarà ancora una volta John Grady ad innamorarsi, stavolta di una giovane prostituta messicana, bellissima, anche se malata. Farà di tutto per ottenerla in sposa e darà alla sua vita una svolta definitiva. Billy sarà il compagno di tutte queste vicende, ma non potrà opporsi allo svolgersi del destino.

## Edizioni italiane
- Città della pianura, traduzione di Raul Montanari, Collana Supercoralli, Torino, Einaudi, 1999,  p. 334, ISBN 978-88-061-5060-0. - Collana ETascabili n.811, Einaudi, 2001, ISBN 978-88-061-5764-7.
- Trilogia della frontiera.  Cavalli selvaggi. Oltre il confine. Città della pianura, Prefazione di Alessandro Baricco, Collana Super ET, Einaudi, 2008-2023,  p. 1038, ISBN 978-88-06-19411-6.